# Labanda laticincta
Labanda laticincta är en fjärilsart som beskrevs av Walker 1865. Labanda laticincta ingår i släktet Labanda och familjen trågspinnare. Inga underarter finns listade i Catalogue of Life.